# Abborrtjärnen (Jokkmokks socken, Lappland, 733790-170057)
Abborrtjärnen är en sjö i Jokkmokks kommun i Lappland och ingår i Luleälvens huvudavrinningsområde. Sjön har en area på 0,0626 kvadratkilometer och ligger 297,3 meter över havet.

## Delavrinningsområde
Abborrtjärnen ingår i det delavrinningsområde (733557-170380) som SMHI kallar för Inloppet i Vitbergsträsket. Medelhöjden är 301 meter över havet och ytan är 42,72 kvadratkilometer. Räknas de 2 avrinningsområdena uppströms in blir den ackumulerade arean 68,66 kvadratkilometer. Kvarnån som avvattnar avrinningsområdet har biflödesordning 3, vilket innebär att vattnet flödar genom totalt 3 vattendrag innan det når havet efter 127 kilometer. Avrinningsområdet består mestadels av skog (56 procent) och sankmarker (41 procent). Avrinningsområdet har 0,23 kvadratkilometer vattenytor vilket ger det en sjöprocent på 0,5 procent.